# Kerewan (LGA)
Kerewan é uma das oito Áreas de Governo Local, na Gâmbia. Coincide com a divisão de North Bank. A capital é a cidade de Kerewan.